# Frédérique Villemur
 (octobre 2018).
Si vous disposez d'ouvrages ou d'articles de référence ou si vous connaissez des sites web de qualité traitant du thème abordé ici, merci de compléter l'article en donnant les références utiles à sa vérifiabilité et en les liant à la section « Notes et références ».
Frédérique Villemur, née le 28 février 1960, est spécialiste en histoire et théorie des arts, habilitée à diriger des recherches en disciplines artistiques (ENS-Ulm), docteure en histoire (Université Diderot-Paris 7), professeure des universités, elle enseigne à l'École nationale supérieure d'architecture de Montpellier (ENSAM). Elle a consacré de nombreuses études aux métamorphoses du corps et à la notion de genre en histoire de l'art moderne et contemporain. Elle a notamment publié des articles sur les enjeux de représentation de l'architecture, la spatialité et la danse.

## Œuvres
Outre plus d'une centaine d'articles, Frédérique Villemur a publié :
- La Méridienne de Paris, Actes Sud, 2000  (ISBN 2-7427-2827-9)
- Paul Facchetti : Le Studio. Art informel et abstraction lyrique, avec B. Pietrzak, Actes Sud, 2004  (ISBN 2-7427-4773-7)
- Paul Facchetti Photographe, Actes Sud, 2007  (ISBN 978-2-7427-7212-4)
- Catherine Gfeller, vidéo-divagations, Éditions de l’Espérou, 2011  (ISBN 978-2-91226-162-5)
- Un corps sans nom (Jeanne Dunning), Éditions de l’Espérou, coll. F(r)iction, 2017  (ISBN 978-2-912261-8-54)
- Nacera Belaza, entre deux rives, Actes Sud, 2018  (ISBN 978-2-330-09740-0)

Elle a dirigé plusieurs ouvrages collectifs :
- (dir.), Danse & Architecture : 2010 Palladio, Éditions de l'Espérou, 2011  (ISBN 978-2-91226-160-1)
- (dir.), Albert Palma. Geste et Khôra, EBL Éditions, 2012  (ISBN 978-2-9530032-0-8)
- (dir.), Penser le projet, Éditions de l’Espérou, 2013  (ISBN 978-2-912261-7-17)
- (dir.), Traverses au sud : figures de la marche, Éditions de l’Espérou, 2013  (ISBN 978-2-912261-72-4)
- (ed.), Dance Architecture Spatiality : Athens 2012, Éditions de l'Espérou, 2013  (ISBN 978-2-91226-165-6)
- (ed.), Dance Architecture Spatiality : Vicence 2013, Éditions de l'Espérou, 2014  (ISBN 978-2-912261-74-8)
- (ed.), Dance Architecture Spatiality : Saint-Guilhem-le-Désert 2014, Éditions de l'Espérou, 2015  (ISBN 978-2-912261762)
- Édition et préface de : Bruno Queysanne (dir.), L'architecture inquiétée par l'œuvre d'art: Mémorial Walter Benjamin de Dani Karavan à Portbou, Éditions de l'Espérou, 2015  (ISBN 978-2-912261-7-79)